# Jozef Dobrotka
Jozef Dobrotka (* 23. října 1952 Bojnice, Československo) je bývalý československý házenkář.
S týmem Československa hrál na letních olympijských hrách v Montrealu v roce 1976, kde tým skončil na 7. místě. Hrál v 5 utkáních a dal 9 gólů. Hrál i na mistrovství světa 1978, kde tým Československa skončil na 11. místě. Na klubové úrovni hrál za ČH Bratislava.